# Protección
Protección est une municipalité du Honduras, située dans le département de Santa Bárbara. La municipalité comprend 19 villages et 19 hameaux. Elle est fondée en 1927.

## Source de la traduction
- (en) Cet article est partiellement ou en totalité issu de l’article de Wikipédia en anglais intitulé « Protección » (voir la liste des auteurs).